# Maurice d’Elbée

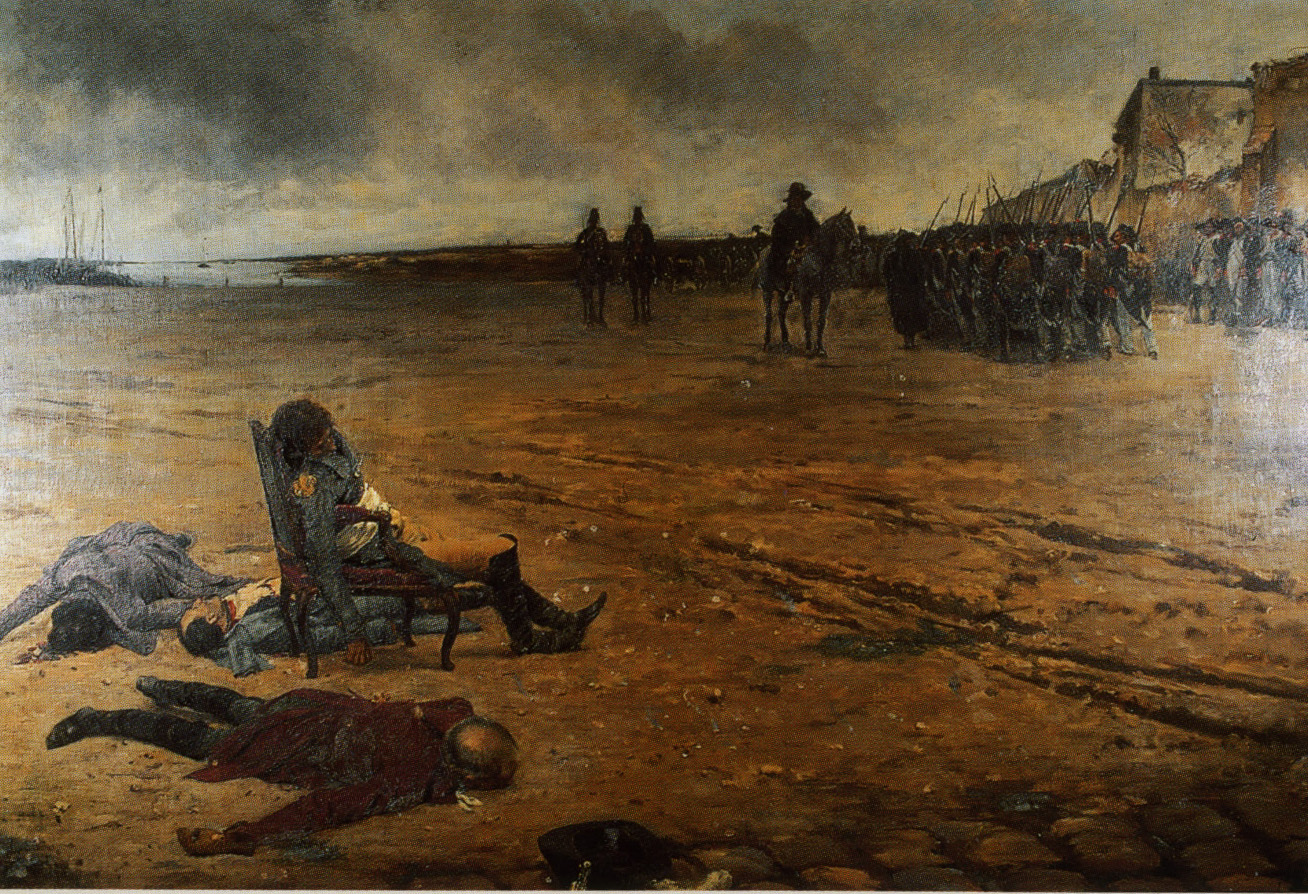
Wyobrażenie egzekucji d'Elbeego na wybrzeżu koło Noirmoutier

Maurice Joseph Louis Gigost d’Elbée (ur. 21 marca 1752 w Dreźnie, zm. 6 stycznia 1794 w Noirmoutier) – generał powstańców wandejskich.

## Życiorys
Urodzony w Saksonii, był naturalizowanym Francuzem zamieszkałym w tym kraju od 1777. W tym samym roku wstąpił do regimentu kawalerii, z którego odszedł sześć lat później w stopniu porucznika. Zamieszkał w majątku Beaupréau, który opuścił w momencie rozpoczęcia się Wielkiej Rewolucji Francuskiej, zdecydował się jednak na powrót z Koblencji, gdy Konwent Narodowy nakazał emigrantom powrót pod groźbą utraty praw obywatelskich i pozostawionych majątków.
W 1793 zdecydował się przyłączyć do improwizowanej armii zbuntowanych wandejskich chłopów. Jego oddział połączył się z grupami pod wodzą Jacques’a Cathelineau, Stoffleta i Bonchampsa. Początkowo d’Elbée pełnił funkcję zastępcy okrzykniętego wodzem naczelnym Cathelineau, następnie, po jego śmierci pod Nantes przejął komendę. Dwukrotnie pokonał armię republikańską pod Coron i Beaulieu, otrzymując nieformalny stopień generała. Po tych bitwach nie pozwolił chłopom wandejskim wymordować jeńców republikańskich, których puścił wolno zgodnie ze swoimi przekonaniami religijnymi. W starciu z wzmocnionymi siłami republikańskimi jego wojska, źle wyszkolone i niezdyscyplinowane, nie miały jednak większych szans.
30 lipca 1793 d’Elbée przegrał bitwę pod Luçon, w której dawał swoim żołnierzom przykład osobistej odwagi oraz talentu dowódczego, organizując naprędce odwrót i ratując armię od całkowitego rozbicia. To ostatnie stało się jednak udziałem jego armii po kolejnej klęsce pod Cholet, w której Elbée został ciężko ranny. Wobec niezgody co do jego dalszego losu został przetransportowany do Beaupréau, a następnie do Noirmoutier. Gdy w trzy miesiące później dominacja republikanów w regionie była już bezdyskusyjna, d’Elbée został publicznie rozstrzelany. Jego ciężkie rany uczyniły z niego inwalidę; na miejsce stracenia musiał zostać przyniesiony w fotelu.

## W oczach współczesnych i historyków
D’Elbée pod wieloma względami był postacią w szeregach Wandejczyków kluczową. To on zamienił zupełnie bezładne szeregi zbuntowanych chłopów we względnie poprawnie funkcjonującą, choć nadal ograniczoną pod względem możliwości, armię. Podziw u jego żołnierzy budziła jego głęboka religijność i odwaga, dzięki którym zyskał przydomek Generała Opatrzności. Turreau, generał republikański, wspominał po latach, iż pojmani do niewoli Wandejczycy niezwykle emocjonalnie reagowali nie tylko na wiadomości o losach uwięzionego dowódcy, ale płakali, słysząc samo jego nazwisko.